# Castnia albomaculata
Castnia albomaculata är en fjärilsart som beskrevs av Constant Vincent Houlbert 1917. Castnia albomaculata ingår i släktet Castnia och familjen Castniidae. Inga underarter finns listade i Catalogue of Life.